# Krcatelj
Krcatelj je naručitelj ili osoba koju je on odredio koja na osnovi ugovora o prijevozu predaje brodaru stvari radi prijevoza. Prema tome krcatelj je osoba koja robu odnosno stvari ukrcava na brod. On je zasebna osoba s točno određenim funkcijama pa prema tome prema brodaru ima i dužnosti i određena prava. Ako on nije ujedno i naručitelj prema brodaru ne nastupa samostalno kao ugovorna stranka već nastupa u ime i za račun naručitelja kao njegov opunomoćenik ili pomoćnik (špediter). Svoja prava prema brodaru krcatelj izvodi iz prava koja prema brodaru ima naručitelj iz ugovora o prijevozu. Međutim krcatelj iako je samo zastupnik ili pomoćnik naručitelja ipak stupa u zaseban stvarni odnos s brodarom koji se sastoji u predaji stvari na prijevoz. Iz ovog stvarnog odnosa koji nazivamo krcanjem, krcatelj ima prema brodaru sljedeća samostalna prava:
a) čim je brodar obećao krcatelju da će stvari primiti na prijevoz i čim je brod krcatelju stavljen na utovar krcatelj ima pravo brodaru odrediti mjesto pristajanja ili sidrenja, a osim toga kad je brod došao na određeno mjesto krcatelj ima prema brodaru samostalan zahtjev da ovaj robu primi i ukrca.
b) kad je krcatelj robu ukrcao tj. kad je stvari predao brodaru na čuvanje i prijevoz on ima samostalan zahtjev prema brodaru da mu se ispostavi i izda teretnica za ukrcanu robu.
c) zahtjev koje će i kakve podatke teretnica sadržavati kao i zahtjev kako će teretnica glasiti tj. na ime, po naredbi ili na donositelja.
d) prije nego brod započne putovanje u luci ukrcaja može tražiti da se ukrcana roba ponovno iskrca.
e) u nekim slučajevima u tijeku putovanja pod uvjetom ako brodar vrati sve primjerke teretnice ili mu da osiguranje za štetu koja bi mu mogla nastati zbog toga što mu nisu vraćeni svi primjerci teretnice.